# Fiendish Regression
Fiendish Regression – szósty album studyjny szwedzkiej grupy muzycznej Grave. Wydawnictwo ukazało się 23 sierpnia 2004 roku nakładem wytwórni muzycznej Century Media Records.

## Lista utworów
1. "Last Journey" – 5:03
2. "Reborn" – 3:45
3. "Awakening" – 4:28
4. "Breeder" – 4:09
5. "Trial by Fire" – 3:47
6. "Out of the Light" – 4:05
7. "Inner Voice" – 4:07
8. "Bloodfeast" – 4:15
9. "Heretic" – 5:02
10. "Burial at Sea" – 7:40 (Bonus, cover Saint Vitus)
11. "Autopsied" – 4:03 (Bonus)[1][2]

## Twórcy
- Ola Lindgren - gitara rytmiczna, gitara prowadząca, wokal prowadzący, miksowanie, inżynieria dźwięku
- Fredrik Isaksson - gitara basowa
- Pelle Ekegren - perkusja
- Jonas Torndal - gitara rytmiczna, gitara prowadząca
- Peter Tägtgren - produkcja muzyczna
- Tommy Tägtgren - produkcja muzyczna, miksowanie, inżynieria dźwięku
- Henrik Jonsson - mastering
- Stefan Wibbeke - dizajn, oprawa graficzna
- Jacek Wiśniewski - okładka
- Olle Carlsson - zdjęcia[1][2]